# Microsporum fulvum
Microsporum fulvum är en svampart som beskrevs av Uriburu 1909. Microsporum fulvum ingår i släktet Microsporum och familjen Arthrodermataceae.   Inga underarter finns listade i Catalogue of Life.